# Three Rivers (Kalifornien)
Three Rivers ist ein census-designated place (CDP) im Tulare County im US-Bundesstaat Kalifornien. Das U.S. Census Bureau hat bei der Volkszählung 2020 eine Einwohnerzahl von 2.053 ermittelt. Die geographischen Koordinaten sind: 36,27° Nord, 118,53° West. Das Siedlungsgebiet hat eine Größe von 117,5 km².
Three Rivers liegt in den Ausläufern der zentralen Sierra Nevada, rund 30 Meilen (48 km) nordöstlich von Visalia und 60 Meilen (96 km) südöstlich von Fresno. Die nächste Ortschaft ist Lemon Cove etwa 10 Meilen (16 km) westlich. Der Ort erstreckt sich auf mehreren Meilen entlang der California State Route 198.
Am östlichen Ortsende befindet sich der Südeingang zu den Sequoia-&-Kings-Canyon-Nationalparks, in denen unter anderem mit dem General Sherman Tree und dem General Grant Tree die größten Bäume der Welt stehen. Der Tourismus ist daher ein wichtiger Wirtschaftsfaktor des Orts. Westlich von Three Rivers liegt mit dem Lake Kaweah ein Naherholungsgebiet.  